# Commercial LEO Destinations
Le programme Commercial LEO Destinations (CLD, ou Commercial Destinations in Low Earth Orbit, ou Commercial low Earth orbit (LEO) Development Program) est un programme de l'agence spatiale américaine, la NASA, visant à soutenir la création de stations spatiales privées en orbite terrestre basse.

## Contexte
La NASA doit faire face à la fin prévue de la Station spatiale internationale dont la désorbitation est prévue pour le début des années 2030. L'agence souhaite donc disposer de destinations en orbite terrestre basse prêtes à prendre la relève de l'ISS. Cependant, elle ne souhaite plus être propriétaire des stations mais être un des clients. Elle propose donc de réutiliser la même formule employée avec succès pour l'acheminement de fret et d'équipages en orbite basse avec les programmes Commercial Orbital Transportation Services/Commercial Resupply Services (transport de fret) et Commercial Crew Development/Commercial Crew Program (transport d'équipages) ; tandis que de son côté, la NASA se concentre sur ses projets d'exploration lunaire (station Lunar Gateway et atterrissages), avec là aussi des délégations aux entreprises privées sur les combinaisons spatiales (programme Exploration Extravehicular Activity Services, incluant également les combinaisons pour l'ISS), la dépose de charges utiles sur la Lune (programme Commercial Lunar Payload Services) et l'atterrissage des astronautes (programme Human Landing System).
La NASA met en place un programme, NextSTEP Appendice I, qui prévoit d'ajouter des modules supplémentaires à l'ISS. Axiom Space remporte l'offre et se voit accorder 140 millions de $ pour construire puis attacher ses modules à la Station spatiale internationale, le Segment orbital Axiom (qui doit ensuite évoluer comme station autonome après la désorbitation de l'ISS).
Un volet suivant du programme, NextSTEP Appendice K, doit ensuite sélectionner les projets de stations autonomes mais a été annulé en août 2020.

## Mise en place du programme
En 2019, la NASA crée le programme Commercial LEO Destinations qui vise à soutenir la création de stations spatiales en orbite terrestre privées dans lesquelles l'agence ne serait plus qu'un des clients (locataire ou autre forme de contrat), les entreprises conservant la propriété de leurs stations. Cependant, le programme ne se voit attribuer par le Congrès américain qu'un financement minime pendant trois ans, jusqu'en 2021, soit 73,1 millions de dollars au total sur les 450 millions demandés par l'agence. Le Congrès ne se décide à prendre au sérieux le programme qu'après la prise de conscience de la fin de l'ISS vers 2030.
En mars 2021, la NASA présente publiquement le programme Commercial LEO Destinations.

## Participants
Plusieurs entreprises sont intéressées par le programme dont Airbus U.S., Blue Origin, Boeing, Collins Aerospace, Firefly Aerospace, General Dynamics, ispace, Lockheed Martin, Moog Inc. (en), Nanoracks (en), Northrop Grumman, Raytheon, Redwire (en), RUAG Space, Sierra Nevada Corporation, SpaceX, Virgin Galactic, Virgin Orbit, Voyager Space Holdings, et York Space Systems.
Les entreprises postulant sont :
- Nanoracks (en)
- Space Villages Inc.
- Northrop Grumman Systems Corporation
- Blue Origin
- Orbital Assembly Corporation (désormais Above: Space Development Corporation)
- Hamon Industries
- ThinkOrbital Inc.
- DEHAS Limited
- Maverick Space Systems Inc.
- SpaceX
- Relativity Space

## Sélection des équipes
Trois équipes sont sélectionnées en décembre 2021 pour poursuivre leurs travaux avec des subventions de l'agence (sous réserve de l'accord du Congrès des États-Unis),,, :

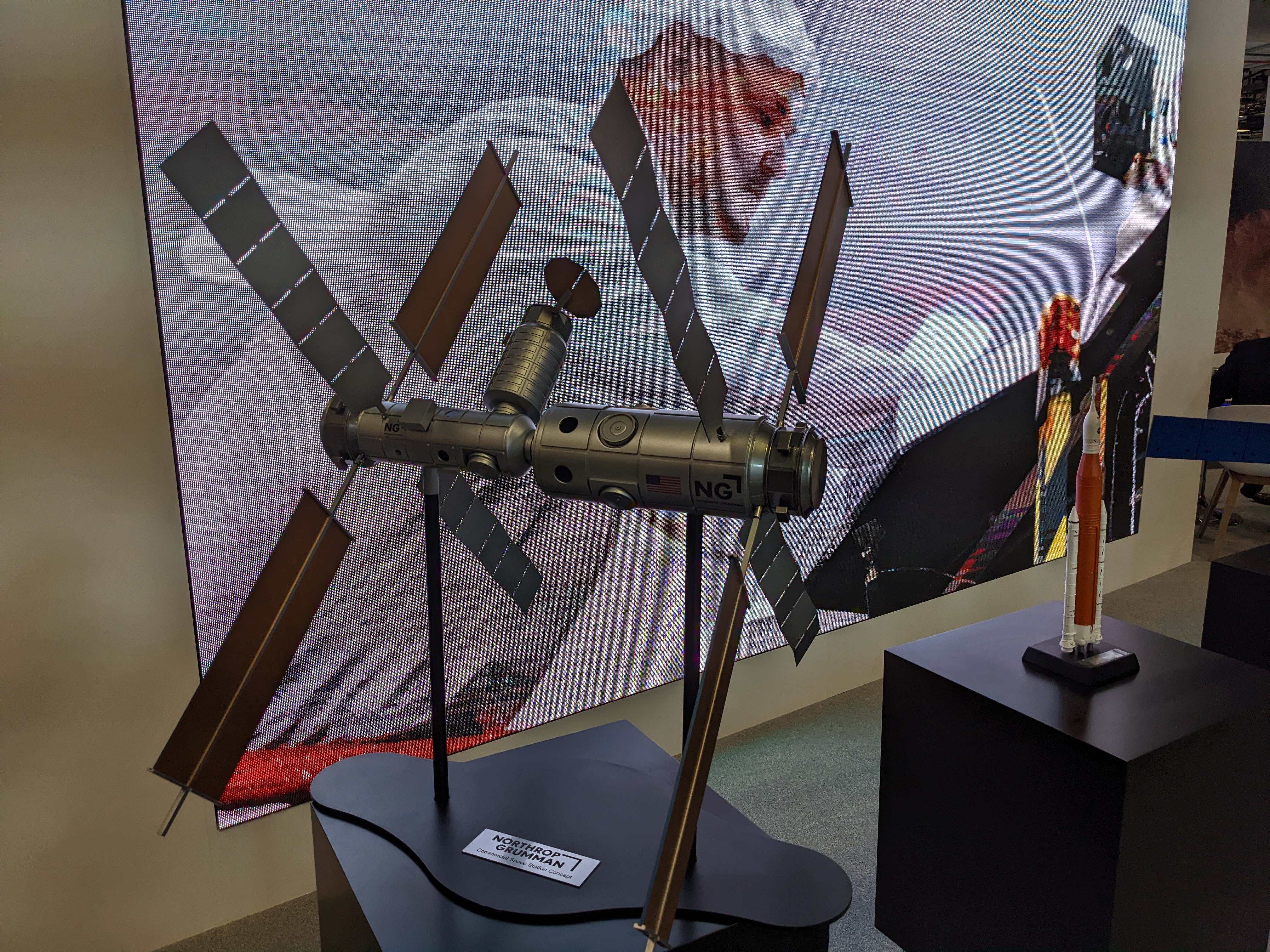
Maquette de la station spatiale de Northrop Grumman Commercial Space Station concept, à l'IAC 2022.

- Nanoracks (en), associée à son actionnaire majoritaire Voyager Space et à Lockheed Martin, se voit accorder 160 million de dollars pour développer son projet Starlab Space Station,
- Blue Origin, associée à Sierra Space (en) (émanation de Sierra Nevada Corporation), Boeing et Redwire (en), se voit accorder 130 millions de $ pour développer son projet Orbital Reef (en),
- Northrop Grumman, associée à Dynetics, se voit accorder 125,6 millions de $ pour développer sa station (non nommée).

Lockheed Martin se retire du projet Starlab et est remplacée par Airbus Defence and Space en 2023.
Le 4 octobre 2023, Northrop Grumman annonce rejoindre le projet Starlab et abandonner son propre projet de station. L'entreprise prévoit notamment de développer un système d'amarrage autonome pour son vaisseau cargo Cygnus, amené à desservir la station. L'entreprise avait déjà reçu 36,6 millions de $ sur les 125,6 millions de $ accordés par la NASA.
Toujours en octobre 2023, il est rendu public par CNBC que le partenariat entre Blue Origin et Sierra Space (en) pourrait prendre fin, les deux entreprises se recentrant sur leurs projets prioritaires, respectivement le Blue Moon et le Dream Chaser. L'équipe avait déjà reçu 24 millions de $ sur les 130 millions de $ accordés par la NASA.
Le 5 janvier 2024, la NASA annonce une modification des contrats du programme CLD comprenant de nouvelles étapes techniques et un financement supplémentaire aux deux équipes restantes, principalement en réaffectant les fonds initialement prévus pour Northrop Grumman. L'équipe du projet Starlab reçoit ainsi 57,5 millions de dollars et celle du projet Orbital Reef reçoit 42 millions de dollars,,.